# 통차이 짜이디
통차이 짜이디(태국어: ธงชัย ใจดี, 1969년 11월 8일 ~ )는 태국의 골프 선수이다.